# Mirjana Gagić
Mirjana Gagić (ur. 12 lipca 1990) – chorwacka lekkoatletka specjalizująca się w trójskoku i skoku w dal.
Finalistka mistrzostw świata juniorów młodszych z roku 2007. W 2012 zdobyła złoto w skoku w dal podczas halowych mistrzostw krajów bałkańskich. 
Wielokrotna medalistka mistrzostw Chorwacji i reprezentantka kraju w drużynowym czempionacie Europy.

## Osiągnięcia
| Rok  | Impreza                               | Konkurencja | Miejsce    | Lokata            | Wynik (m) |
| ---- | ------------------------------------- | ----------- | ---------- | ----------------- | --------- |
| 2007 | Mistrzostwa świata juniorów młodszych | Ostrawa     | trójskok   | 11. miejsce       | 12,31     |
| 2007 | Olimpijski Festiwal Młodzieży Europy  | Belgrad     | skok w dal | el. – 21. miejsce | 12,31     |
| 2010 | II liga drużynowych mistrzostw Europy | Belgrad     | trójskok   | 3. miejsce        | 13,02     |
| 2011 | I liga drużynowych mistrzostw Europy  | Izmir       | skok w dal | 12. miejsce       | 5,77      |
| 2011 | I liga drużynowych mistrzostw Europy  | Izmir       | trójskok   | 10. miejsce       | 12,75     |
| 2012 | Halowe mistrzostwa krajów bałkańskich | Stambuł     | skok w dal | 1. miejsce        | 6,28      |
| 2012 | Halowe mistrzostwa krajów bałkańskich | Stambuł     | trójskok   | 5. miejsce        | 13,11     |
| 2013 | Halowe mistrzostwa krajów bałkańskich | Stambuł     | skok w dal | 6. miejsce        | 6,03      |

## Rekordy życiowe
- Skok w dal (stadion) – 6,26 (2012)
- Skok w dal (hala) – 6,28 (2012) rekord Chorwacji.
- Trójskok – 13,19 (2010)
- Trójskok (hala) – 13,11 (2012)